# Polizeiführer
Ein Polizeiführer (PF) ist die berufliche Funktion einer hochgestellten Führungskraft bei der deutschen Polizei in einem Polizeieinsatz, die eine Vielzahl polizeilicher Teileinheiten bei einer Lage führt. Umgangssprachlich werden Polizeiführer als Einsatzleiter bezeichnet. 
PF sind Polizeivollzugsbeamte mit Leitungs- und Lenkungsfunktion einschließlich einer Weisungsbefugnis gegenüber den ihnen unterstellten Einsatzkräften. Im Gefüge einer Besonderen Aufbauorganisation (BAO) ist der PF hierarchisch der höchste Funktionsträger. 
PF sind ganz überwiegend Angehörige des höheren Polizeivollzugsdienstes (durchaus auch ein Polizeipräsident) und geben ihre originären Aufgaben für diese Zeit unter Ausschluss der Personalunion an einen Vertreter ab.
PF werden immer dann eingesetzt, wenn Großeinsätze oder Vollübungen zu führen sind; Näheres ist in der PDV Nr. 100 geregelt. 
Besonders bedeutende Lagen mit einem sehr großen Kräfteansatz, z. B. der Erste Mai in Berlin-Kreuzberg, werden durch einen Gesamtpolizeiführer wahrgenommen, dem weitere PF unterstellt sind.
Daneben gibt es Polizeiführer vom Dienst (PvD), die für den allgemeinen polizeilichen Dienst während ihrer Dienstzeit in einem bestimmten Dienstbezirk zuständig sind und die Einsätze leiten und koordinieren. Sie arbeiten in der Regel in der Einsatzzentrale. Bei größeren Bezirken gibt es teilweise einen PvD für die kriminalpolizeilichen Aufgaben und einen zweiten für den schutzpolizeilichen Einsatz. PvD sind je nach Aufgabengebiet Angehörige des gehobenen oder höheren Dienstes.

## Abgrenzung
Personen, die einen Polizeiverband regulär führen (unter anderem Abteilungsführer, Hundertschaftsführer, Zugführer oder Kommandoführer) sind keine PF. 
PF sind bei (größeren) Polizeieinsätzen immer auch Einsatzleiter, jedoch nicht originär für einzelne Einsatzabschnitte zuständig.

## SS- und Polizeiführer
Zur Zeit des Nationalsozialismus wurden „SS- und Polizeiführer“ (SSPF) benannt, die der Schutzstaffel und nicht der Polizei unterstellt waren oder ihr angehörten. Dennoch führten sie aber auch die Polizeikräfte ihres Bezirkes. Sie wurden auch in Kampfverbänden der Wehrmacht zur Sicherung der Gefechtsräume und für andere Aufgaben eingesetzt.